# Caroline Cheptanui Kilel

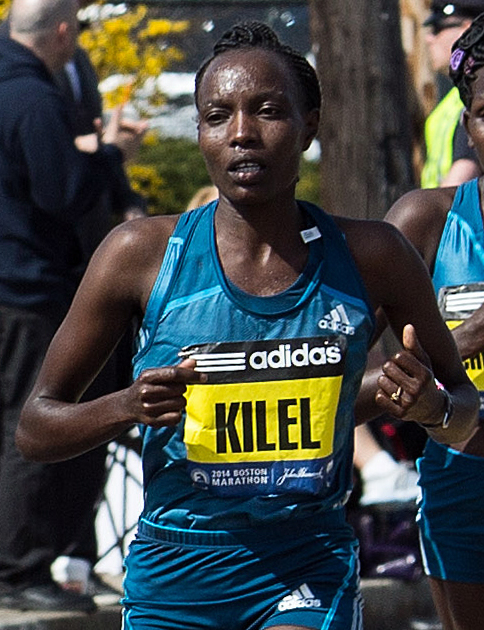
Caroline Kilel beim Boston-Marathon 2014

Caroline Cheptanui Kilel (* 21. März 1981) ist eine kenianische Langstreckenläuferin.
2003 wurde sie bei den Crosslauf-Weltmeisterschaften Achte und Zweite beim Venedig-Marathon. Im Jahr darauf wurde sie Zweite beim Prag-Marathon, stellte beim Grand Prix von Prag über 5 km mit 15:25 min einen Streckenrekord auf und gewann den Palermo-Marathon. 2005 wurde sie Siebte beim Hamburg-Marathon und siegte beim Nairobi-Marathon, 2006 wurde sie Dritte in Prag und Zweite beim Dublin-Marathon und 2007 Siebte beim Seoul International Marathon.
Nach einer Wettkampfpause von anderthalb Jahren wurde sie im Herbst 2008 Vierte beim Toronto Waterfront Marathon und gewann den Taipei International Marathon. 2009 wurde sie Dritte bei den 25 km von Berlin, siegte beim Zwitserloot Dak Run und kam bei den Halbmarathon-Weltmeisterschaften in Birmingham auf den vierten Platz. Als Siegerin des Ljubljana-Marathon verbesserte sie den Streckenrekord um über sieben Minuten und ihren persönlichen Rekord um fast fünf Minuten.
2010 wurde sie Dritte beim Seoul International Marathon, wiederholte ihren Sieg beim Zwitserloot Dak Run und verbesserte beim Frankfurt-Marathon den Streckenrekord um fast zwei Minuten. Im Jahr darauf gewann sie den Boston-Marathon, wurde Dritte beim Portugal-Halbmarathon und Sechste beim New-York-City-Marathon. 2012 wurde sie Zweite beim Halbmarathonbewerb des Houston-Marathons, Sechste beim RAK-Halbmarathon und siegte beim Taipei International Marathon.
2013 triumphierte sie zum zweiten Mal beim Frankfurt-Marathon.
Caroline Cheptanui Kilel ist 1,72 m groß und wiegt 54 kg. Sie ist mit ihrem Läuferkollegen Vincent Kipkemboi Cheruiyot verheiratet.

## Persönliche Bestzeiten
- 10.000 m: 32:27,8 min, 25. Juni 2005, Nairobi
- 10-km-Straßenlauf: 31:36 min, 7. Juni 2009, Groesbeek
- Halbmarathon: 1:08:16 h, 11. Oktober 2009, Birmingham
- 25 km: 1:23:43 h, 10. Mai 2009, Berlin
- Marathon: 2:22:34 h, 27. Oktober 2013, Frankfurt am Main